# Arte evolutivo

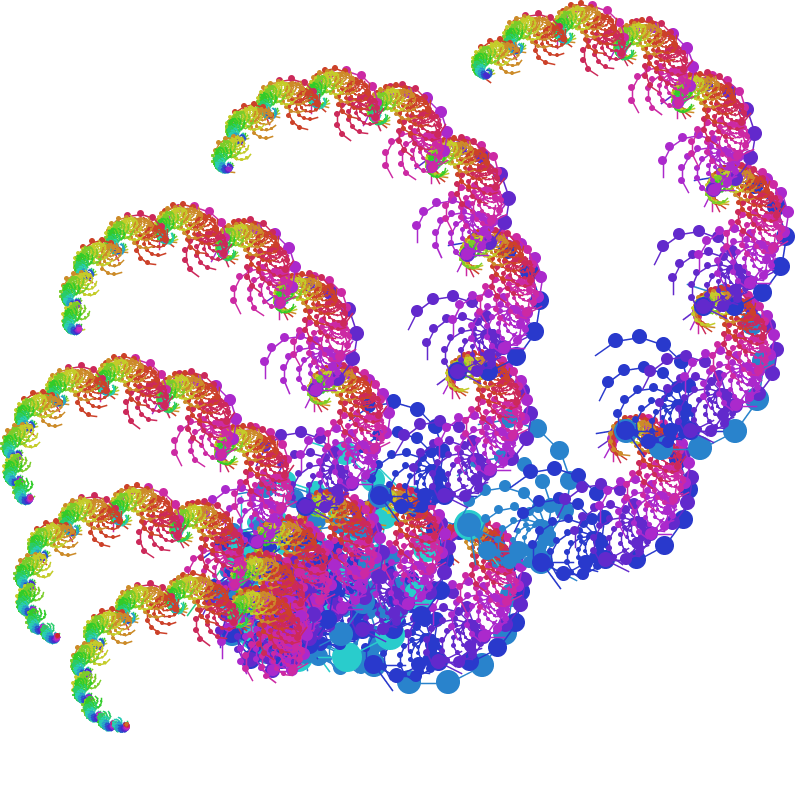
Una imagen generada usando un algoritmo evolutivo

El arte evolutivo es una rama del arte generativo, en la que el artista no construye la obra de arte, sino que deja que un sistema haga la construcción. En el arte evolutivo, el arte generado inicialmente se somete a un proceso iterativo de selección y modificación para llegar a un producto final, donde el artista es el agente selectivo.
El arte evolutivo debe distinguirse del bioarte, que utiliza organismos vivos como medio material en lugar de pintura, piedra, metal, etc. El arte generativo a menudo se refiere al arte algorítmico (obras de arte generadas por computadora mediante algoritmos), pero los artistas también lo pueden hacer utilizando sistemas de química, biología, mecánica y robótica, materiales inteligentes, aleatorización manual, modelos matemáticos, mapeo de datos, simetría, teselado y otros.

## Generalidades
Al igual que la evolución biológica a través de la selección natural o la cría de animales, los miembros de una población en evolución artificial modifican su forma o comportamiento durante muchas generaciones reproductivas en respuesta a un régimen selectivo.
En la evolución interactiva, el observador puede aplicar explícitamente el régimen selectivo seleccionando individuos que sean estéticamente agradables. Alternativamente, se puede generar implícitamente una presión de selección, por ejemplo, según el tiempo que un espectador pasa cerca de una obra de arte en evolución.
Del mismo modo, la evolución puede emplearse como un mecanismo para generar un mundo dinámico de individuos adaptables, en el que la presión de selección la impone el programa y el espectador no juega ningún papel en la selección, como en el proyecto Black Shoals.

## Personas relacionadas
- Alan Turing
- Branko Kolarevic
- Achim Menges
- Neri Oxman
- Rivka Oxman
- Birger Ragnvald Sevaldson